# Liste der Monuments historiques in Yvignac-la-Tour
Die Liste der Monuments historiques in Yvignac-la-Tour führt die Monuments historiques in der französischen Gemeinde Yvignac-la-Tour auf.

## Liste der Bauwerke
| Bezeichnung                                 | Beschreibung                      | Standort | Kennzeichnung | Schutzstatus | Datum | Bild           |
| ------------------------------------------- | --------------------------------- | -------- | ------------- | ------------ | ----- | -------------- |
| Manoir de Garrouët                          | Herrenhaus                        | (Lage)   | PA00089756    | Inscrit      | 1930  |                |
| Kirche St-Malo                              | Erbaut im 12. Jahrhundert         | (Lage)   | PA00089755    | Classé       | 1889  | weitere Bilder |
| Ehemalige Commanderie du Temple de la Nouée | Erbaut im 11. und 15. Jahrhundert | (Lage)   | PA00089754    | Inscrit      | 1976  | weitere Bilder |
| Schloss                                     |                                   | (Lage)   | PA00089753    | Inscrit      | 1964  | weitere Bilder |

## Liste der Objekte

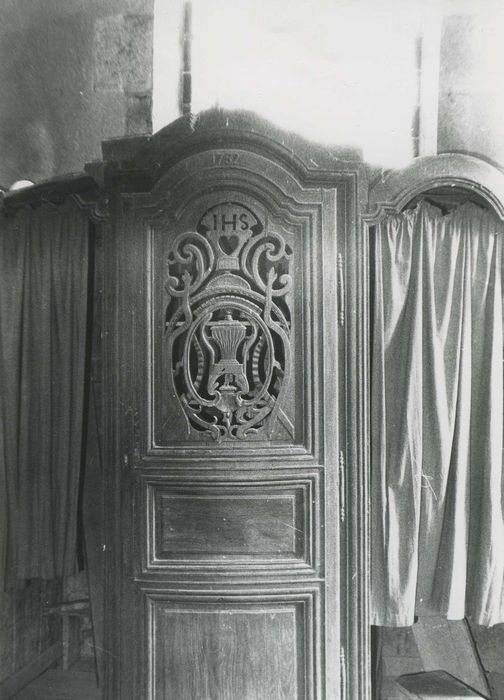
Beichtstuhl aus dem Jahr 1782 in der Kirche St-Malo

- Monuments historiques (Objekte) in Yvignac-la-Tour in der Base Palissy des französischen Kultusministeriums